# Pablo Fernández Santos
Juan Pablo Fernández Santos (León, 6 de abril de 1976) es un político, procurador en las Cortes de Castilla y León por Valladolid y León desde 2015. Es portavoz de Unidas Podemos en las Cortes de Castilla y León, secretario general de Podemos Castilla y León, y secretario de organización y coportavoz de Podemos.

## Biografía
Pablo Fernández es licenciado en Derecho por la Universidad Complutense de Madrid. Ha sido trabajador autónomo, regentando un quiosco de prensa en su ciudad natal.
En 2014 comenzó su militancia en Podemos, siendo elegido representante para el Consejo Ciudadano del partido. En febrero de 2015 las bases del partido lo escogieron como secretario general de Podemos en Castilla y León, siendo igualmente designado candidato a la presidencia de la Junta en abril del mismo año y consiguiendo en las elecciones autonómicas de mayo representación en las Cortes por todas las provincias castellano y leonesas exceptuando Soria y Ávila.
En mayo de 2017 fue reelegido secretario general de Podemos en Castilla y León.
En 2019 fue elegido de nuevo como candidato de Podemos a la presidencia de la Junta de Castilla y León, perdiendo 8 de los 10 diputados, manteniendo únicamente uno por Burgos y otro por León.
En 2022 fue designado nuevamente candidato de Unidas Podemos a la presidencia de la Junta de Castilla y León. En esta ocasión, la candidatura que encabeza, siendo esta vez cabeza de lista por Valladolid, es fruto de la coalición de Podemos e Izquierda Unida en la comunidad. Ha conseguido un solo escaño. Esta coalición, llamada Unidas Podemos Castilla y León constituida en 2022 está conformada por los siguientes partidos:
- Podemos Castilla y León
- Izquierda Unida de Castilla y León
- Alianza Verde (España)
- Anticapitalistas
- Alternativa Republicana
- Más Castilla y León[12]
- Equo Castilla y León[12]